# Nabonassar
Nabonassar (Babylonisch: Nabû-nǎṣir, van nabû = beschermt; Oudgrieks: Ναβονάσσαρος / Nabonássaros), volgde de Chaldeeër Nabu-shuma-ishkun op als koning van Babylonië (747 tot 734 v.Chr.), zijn opvolger was zijn zoon Nabu-nadin-zeri.
Hij regeerde vrijwel gelijktijdig met en ten dele onder bescherming van de Assyrische koning Tiglat-Pileser III en wist zich op de troon te handhaven tegenover de in Zuid-Babylonië dominerende Aramese en Chaldeese stammen, waarvan sommigen werden gedeporteerd. Door deze ingrepen werd de situatie in het Babylonische rijk stabieler dan het onder Nabonassars voorgangers was geweest. We kunnen dit ook afleiden uit het heropleven van de economie en het feit dat Nabonassar erin slaagde om de opvolging voor zijn zoon te verzekeren. In ruil voor de steun die Tiglatpileser III hem had gegeven, mocht deze zich "koning van Sumer en Akkad" noemen en vrij door de Babylonische territoria begeven. Toch zijn er meldingen van opstanden in Borsippa en Uruk. De koning stierf op zijn ziekbed in zijn paleis en zou worden opgevolgd door zijn zoon Nabu-Nadin-Zeri.
In opdracht van Nabonassar legden de priesters alle politieke en militaire gebeurtenissen zonder oordeel vast in de Babylonische kronieken. Ook liet hij in de Babylonische astronomische dagboeken de stand van hemellichamen, het waterpeil, de hoogte van de prijzen en vele andere zaken optekenen, in de hoop patronen te ontdekken waaruit de wil van de goden kon worden afgeleid. De wetenschappelijke impact van deze onderneming, die eeuwenlang zou worden voortgezet, was fundamenteel. Het jaar waarin Nabonassar de troon besteeg, vormt in de chronologie van het oude Mesopotamië een vast punt, daar de op historische en astronomische gegevens berustende Canon van Ptolemaeus tot dat jaar terugreikt.

## Antieke bronnen
- From Nabû-Nasir to Šamaš-šuma-ukin (ABC 1), Livius.org (2006). (col. 1)
- From Nabû-Nasir to Šamaš-šuma-ukin (ABC 1), Livius.org (2006). (col. 2)
- From Nabû-Nasir to Šamaš-šuma-ukin (ABC 1), Livius.org (2006). (col. 3)
- From Nabû-Nasir to Šamaš-šuma-ukin (ABC 1), Livius.org (2006). (col. 4)
- From Nabû-Nasir to Esarhaddon (CM 17), Livius.org (2006).
- Eclectic Chronicle (ABC 24), Livius.org (2006).
- J. Lendering, art. Ptolemy's Canon, Livius.org (2006-2008).